# Limba mongolă
Mongola (în mongolă: ᠮᠣᠩᠭᠣᠯ ᠬᠡᠯ ; Монгол хэл ; pronunție: /mɔŋɢɔ̆ɮ xeɮ/) este o limbă mongolică vorbită în Mongolia, China (oficială în Regiunea Autonomă Mongolia Interioară, vorbită în unele zone din Liaoning, Jilin, Heilongjiang, Xinjiang, Gansu și Qinghai), Rusia (Bureatia, Kalmîkia, vorbită în unele zone din Irkuțk și Transbaikal) și Kârgâzstan (Issâk-Kul). Dacă teoria altaică este corectă, atunci mongola face parte din familia altaică, împreună cu limbile turcice. În Mongolia, limba se scrie folosind un alfabet chirilic modificat, iar în China se scrie cu alfabetul mongol tradițional. Limba are 5,7 milioane de vorbitori în total, dintre care doar 2,7 milioane trăiesc în Mongolia.     
Pentru explicarea în detaliu a caligrafiei mongole, vezi: .   